# Seis días de Turín
Los Seis días de Turín era una cursa de ciclismo en pista, de la modalidad de seis días, que se disputó en Turín (Italia). Su primera edición data de 2001.

## Palmarés
| Año       | Ganadores                      | Segundos                            | Terceros                           |
| --------- | ------------------------------ | ----------------------------------- | ---------------------------------- |
| 2001      | Ivan Quaranta Marco Villa      | Bruno Risi Kurt Betschart           | Adriano Baffi Matthew Gilmore      |
| 2002      | Ivan Quaranta Marco Villa      | Scott McGrory Matthew Gilmore       | Bruno Risi Kurt Betschart          |
| 2003      | Scott McGrory Tony Gibb        | Martin Liska Jozef Zabka            | Samuele Marzoli Marco Villa        |
| 2004      | Ivan Quaranta Marco Villa      | Martin Liska Jozef Zabka            | Sebastián Donadio Daniel Schlegel  |
| 2005      | Sebastián Donadio Marco Villa  | Juan Curuchet Walter Pérez          | Martin Liska Jozef Zabka           |
| 2006      | edición no realizada           |                                     |                                    |
| 2007      | Juan Curuchet Walter Pérez     | Franco Marvulli Marco Villa         | Alois Kaňkovský Petr Lazar         |
| 2008      | Bruno Risi Franco Marvulli     | Sebastián Donadio Ángel Darío Colla | Robert Slippens Danny Stam         |
| 2009-2016 | ediciones no realizadas        |                                     |                                    |
| 2017      | Elia Viviani Francesco Lamon   | Felix English Marc Potts            | Roman Vassilenkov Sergey Shatovkin |
| 2018      | Mattia Viel Nicholas Yallouris | Yauheni Akhramenka Raman Tsishkou   | Joseph Berlin-Sémon Morgan Kneisky |